# Bergères
Bergères település Franciaországban, Aube megyében. Lakosainak száma 111 fő (2022. január 1.). Bergères Bligny, Couvignon, Meurville és Urville községekkel határos.

## Népesség
A település népességének változása:
| Lakosok száma | 123  | 140  | 121  | 116  | 123  | 123  | 123  | 117  | 114  | 111  |
|               | 1968 | 1982 | 1990 | 2006 | 2013 | 2015 | 2017 | 2019 | 2020 | 2022 |